# Mistrzostwa Afryki w Piłce Ręcznej Kobiet 1994
Mistrzostwa Afryki w piłce ręcznej kobiet 1994 – jedenaste mistrzostwa Afryki w piłce ręcznej kobiet, oficjalny międzynarodowy turniej piłki ręcznej o randze mistrzostw kontynentu organizowany przez CAHB mający na celu wyłonienie najlepszej żeńskiej reprezentacji narodowej w Afryce. Odbył się w dniach 5–24 listopada 1994 roku. Tytułu zdobytego w 1992 roku broniła reprezentacja Angoli.
W turnieju ponownie triumfowała Angola i wraz z reprezentantkami Wybrzeża Kości Słoniowej uzyskała awans na MŚ 1995.

## Klasyfikacja końcowa
| Miejsce | Reprezentacja            | Uwagi          |
| ------- | ------------------------ | -------------- |
| złoto   | Angola                   | awans: MŚ 1995 |
| srebro  | Wybrzeże Kości Słoniowej | awans: MŚ 1995 |
| brąz    | Algieria                 | -              |
| 4       | Kongo                    | -              |
| 5       | Nigeria                  | -              |
| 6       | Tunezja                  | -              |